# Lokomotivka Arnold Jung

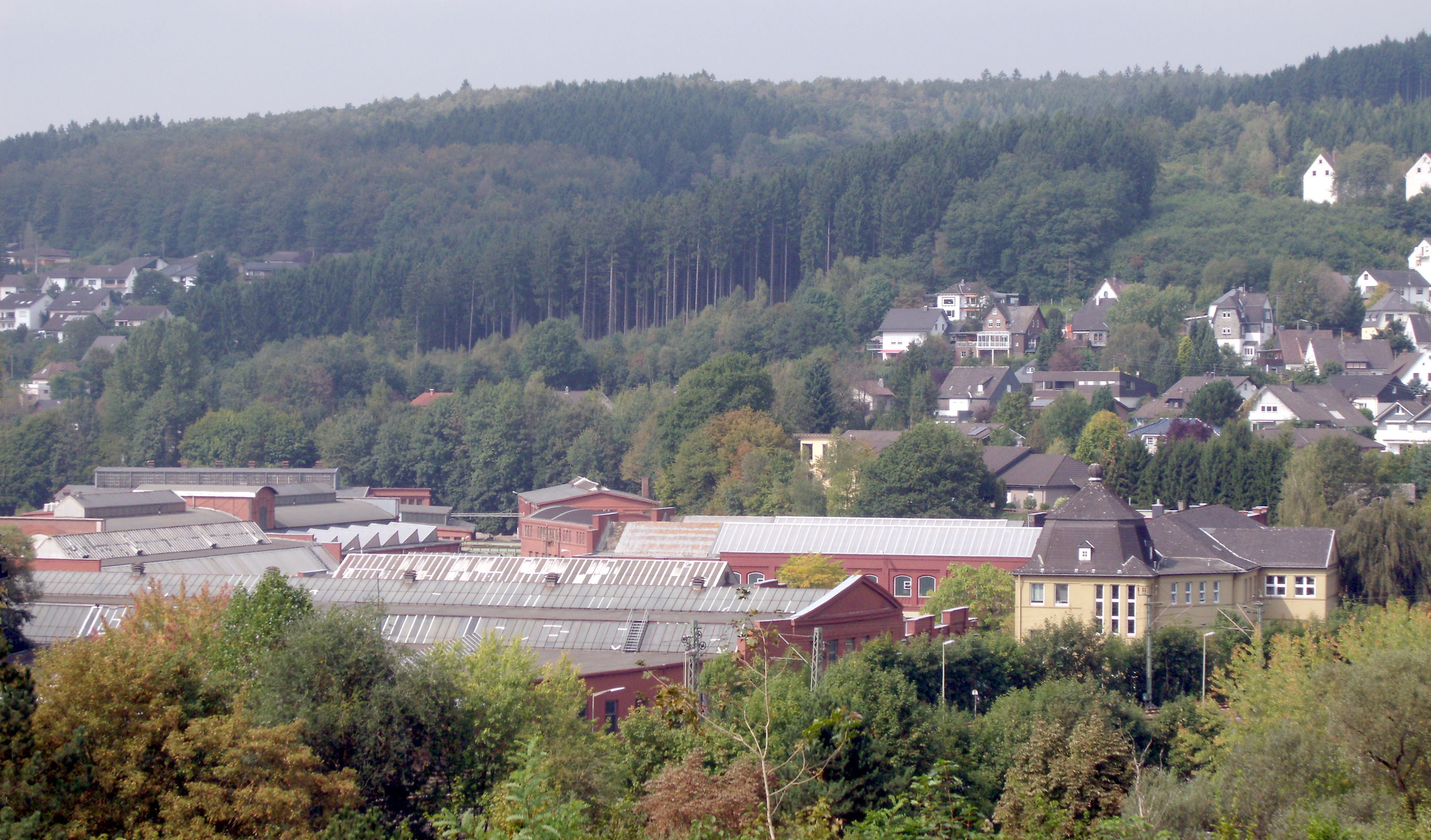
Pohled na někdejší areál základního závodu Arnold Jung Lokomotivfabrik v Kirchenu, Porýní-Falc, Německo.

Lokomotivka Arnold Jung v Jungenthalu, místní části města Kirchenu (na řece Sieg) v německém Porýní, byla v letech 1885 až 1976 významným výrobcem lokomotiv všech trakcí, především pro polní a hospodářské dráhy, samostatných parních kotlů pro další oblasti použití a dalších produktů těžkého strojírenství.
Firma byla založena jako obchodní společnost Arnoldem Jungem a Christianem Staimerem roku 1885. V roce 1888 se název změnil na Arnold Jung Lokomotiv- und Maschinenfabrik, Jungenthal. Roku 1937 se firma transformovala na společnost s ručením omezeným. Činnost továrny pod hlavičkou Jung Jungenthal byla ukončena v roce 1993.
Vedle výroby lokomotiv se Jung po r. 1958 podílel na vývoji, výrobě a později údržbě speciálních a pancéřovaných vozidel pro Bundeswehr (různé verze tanků Leopard 1 a Leopard 2 a obrněných transportérů) a další zákazníky. Tento program v Jungenthalu pokračuje pod firmou JWT (Jungenthal Wehrtechnik GmbH).

## Výroba lokomotiv
Výroba začala r. 1885 v objektu bývalé rodinné přádelny a první parní lokomotivy byly dodány ještě téhož roku. Zprvu byly stroje prodávány prostřednictvím v oboru zavedených firem, jako A. Koppel v Berlíně, Fritz Marti ve Winterthuru nebo E. Rombouts v Rotterdamu. Tisící stroj byl vyroben v roce 1907, kolem roku 1910 Jung už dodával okolo 300 lokomotiv ročně. Jungovou doménou se staly především malé dvou- a třínápravové úzkorozchodné i normálněrozchodné lokomotivy pro průmysl a privátní dráhy. Od 20. let byl výrobní sortiment rozšiřován o motorové lokomotivy a o důlní lokomotivy akumulátorové a na stlačený vzduch. Krom německého trhu byly stroje exportovány mj. do Rakouska, Švýcarska, Španělska, Portugalska, Francie, Itálie, Řecka, na Island, do Nizozemska, Belgie, Lucemburska, Skandinávie, na Balkán a Blízký východ, do Turecka, Egypta, Německé jihozápadní Afriky, Indie, na Jávu, či do severní a jižní Ameriky.
Na konci 2. světové války byla kmenová továrna v Jungenthalu poničena méně než jiné německé lokomotivky, výroba tak mohla být už na konci 40. let obnovena. Poslední parní lokomotivy byly odtud dodány roku 1964, jedna parní akumulační pak ještě roku 1970. V roce 1976 byla výroba kolejových vozidel opuštěna ve prospěch jiných strojírenských produktů, jako byly obráběcí stroje, dopravní vozíky, pancéřové desky, nebo jeřáby a mostové výložníky. Důlní lokomotivy, především pro polské zákazníky, ale Jung dodával až do roku 1987.
Celkem bylo v Jungenthalu do roku 1987 vyrobeno 12 až 13 tisíc lokomotiv, z toho asi 4600 parních, včetně akumulačních bezohňových, 6500 dieselových, 1000 na stlačený vzduch a 650 elektrických. Vedle toho byla dodáno okolo tisícovky samostatných parních kotlů pro různá použití a 108 lokomotivních tendrů, a také 280 parních válců a lokomobil. Přes 700 lokomotiv z toho bylo roku 2013 ještě v provozu nebo zachováno v muzejních sbírkách či na pomnících.

## Některé dodané parní lokomotivy

### Úzkorozchodné parní lokomotivy
| obrázek | výrobní č. /rok                                      | uspořádání, charakteristika                             | konkrétní stroje                                                            | konkrétní stroje                                                                                  | konkrétní stroje                                                                                   |
| obrázek | výrobní č. /rok                                      | uspořádání, charakteristika                             | zákazník                                                                    | historie provozu                                                                                  | zachována - kde                                                                                    |
| --- | ---------------------------------------------------- | ------------------------------------------------------- | --------------------------------------------------------------------------- | ------------------------------------------------------------------------------------------------- | -------------------------------------------------------------------------------------------------- |
| | 1/1885                                               | 700 mm                                                  | Stavitelství Schlüter, Kiel                                                 |                                                                                                   | nedochovala se                                                                                     |
| https://www.jernbanen.dk/Fotos/Materiel/Jung17_1926_2.jpg | 17/1886                                              | B m2t, 810 mm, 6 t, 12 barr                             | Petersen & Frimodt, Kodaň                                                   | cihelna Blovstrød; 1911-26: cihelny a vápenky Frederiksholm (DK)                                  | nedochovala se                                                                                     |
| Lokomotiva TICINO, zde na muzejní dráze Blonay–Chamby (F), je nejstarší zachovanou lokomotivou fy. Jung                                                                   | 59/1889                                              | B m2t, 1000 mm, 6,5 t, 50 PS                            | Fritz Marti, Winterthur                                                     | Sdružení pro regulaci řeky Ticino, Bellinzona - č.2 „TICINO“                                      | Mendrisio (soukromá)                                                                               |
| Lokomotive Bröltalbahn 13 auf einer Werkfotografie von Jung Date: 18 May 1892, unbekannter Autor Source: Lauscher/Moll, Jung-Lokomotiven, Band 2                          | 110–115, 141, 142/1891-92                            | C m2t, 785 mm, 18 t                                     | Bröltalbahn (8 ks)                                                          | č. 6 až 13 BB (stroj č.6 přešel r. 1943 k Trusebahn, u DR jako 99 4611)                           | zrušeny 1923-65                                                                                    |
| Jungova malletka G 2x2/2 dráhy Saignelégier–La Chaux-de-Fonds s osobním vlakem ve stanici Saignelégier                                                                    | 1892                                                 | SC G 2x2/2 (B'B m4st) systém Mallet                     | Chemin de fer Saignelégier–La Chaux-de-Fonds (SC)                           |                                                                                                   | |
| lokomotiva Jung č.129/1892 jako pomník v Reykjavíku | 129-130/1892                                         | B m2t, 900 mm, 15 tun, 80 PS                            | R. Dolberg, Rostock (2 ks)                                                  | 1913: Island: „MINØR“ a „PIONÉR“                                                                  | v.č.129/1892: pomník v Reykjavíku                                                                  |
| lokomotiva č.16 hutě Hoesch Westfalenhütte (800mm), Jung 2742/1917 (obr. z r. 2016)                                                                                       | 1896-1950                                            | B m2t, 800 mm                                           | Westfalenhütte, č. 6-17 (dodáno min. 12 ks strojů B m2t)                    | hutní drážka Hoesch, Westfalenhütte č.16 (1917-1958)                                              | v.č. 2742/1917 Westfalenhütte č.16                                                                 |
| | 1897                                                 | B'B m4st, systém Mallet, 1000 mm                        | Kolding–Egtved Jernbane (KEJ), Dánsko (3 ks)                                | č.1–3 KEJ                                                                                         | sešrotovány 1930                                                                                   |
| DR Class 99.590 tank locomotives nos. 99 5902 (left) and 99 5901 (right) at Wernigerode locomotive depot, Saxony-Anhalt, Germany                                          | 258, 261, 345/1897-98                                | B'B m4st, systém Mallet, 1000 mm, 250 PS                | Nordhausen-Wernigeroder Eisenbahn (NWE)                                     | NWE č.11,14,18 (1897-1949); DR 99 5901-03 (1949-93); Harzer Schmalspurbahnen GmbH (HSB) (1993-)   | HSB Wernigerode, schopné provozu                                                                   |
| | 597/1902                                             | C m2t, 900 mm, 60 PS, 12 km/h                           | Orenstein & Koppel, Berlín                                                  | lokomotiva "АХРА СМЫР" hospodářské dráhy kláštera Achali Atoni - Nový Athos, Abcházie (1902-1948) | hora Akui, Nový Athos (vrak)                                                                       |
| Arnold Jung Locomotive from 1905 of the Otavi Mining and Railway Company in Tsumeb, Namibia                                                                               | 1904-05                                              | C1 m2t, 600 mm, 150 PS, 16 t                            | A.Kopel, Berlín (15 ks)                                                     | Otavi Mining and Railway Company (Něm.JZ Afrika)                                                  | 715/1904, č.9 muzeum v Tsumeb (Namibie)                                                            |
| | 820/1905, 889/1905                                   | B m2t, 1000 mm, 8,5 t                                   | Dusselwerk, Ew Schulze Vellinghausen, pro Lawskou železnici, Surinam (2 ks) | KADJOE (820/05) a MAABO (889/05), úsek Macami - přehrada Sarakreek (1905-50.léta)                 | KADJOE?                                                                                            |
| | 1906-07                                              | 1'C+t, 1050 mm, 300 PS, 44 t                            | Hejazská dráha (HR) (7 ks)                                                  | Damašek - Medina                                                                                  | č. 964/1906, muzeum Mada'in Salih (SA), Al-Ula; trasa HR                                           |
| | 1261/1908                                            | C1'm2t+t, 600 mm, 50 PS, 10 t                           | Meklenbursko-Pomořská úzkorozchodná dráha (MPSB)                            | č.5 MPSB                                                                                          | „GRAF SCHWERIN-LÖWITZ“, Brecon Mountain Rwy (Wales)                                                |
| Arnold Jung Lokomotivfabrik Dampflok im Dienste der Internationalen Rheinregulierung, stationiert in Lustenau, vor der Remise auf einem s.g. Drehkreuz                    | 1516/1910                                            | B m2t, 80 PS, 750 mm, 14 t                              | Mezinárodní regulace Rýna (IRR) v Rorschachu                                | IRR "ST. GALLEN“ (1910-?)                                                                         | muzejní dráha IRR Rhein-Schauen v Lustenau, provozní od 1999 (jako „Widnau“)                       |
| | 1914                                                 | 1‘D, 1050 mm                                            | Hejazská dráha (12 ks)                                                      | Damašek - Medina                                                                                  | ano                                                                                                |
| | DSSF 1 2070/1914, DSSF 2 2075/1914, DSSF 3 3391/1927 | B m2t, 785 mm, 750 mm, 700 mm, 50 PS                    | Svovlsyre- og Superfosfatfabrikken Limfjorden, Nørresundby, Aalborg (2 ks)  | No.1, No.2, No.3                                                                                  | Hedelands Veteranbane, Dánsko                                                                      |
| | 2293/1915, 2358, a 2359/1916                         | 1'B m2t (100 PS), 1'C m2t (160 PS)                      | Treuburger Kleinbahnen (Olecka Kolej Wąskotorowa)                           | TKB 5, TKB 3ᴵᴵ + 4ᴵᴵ (u PKP, Ełcka Kolej Dojazdowa: Txa2-3341 + 42)                               | po r. 1945 zůstaly v Polsku. stejné dodány i pro pro Lycker Kleinbahn (Ełk) a Pillkaller Kleinbahn |
| Dampflokomotive 99 5633 als SPREEWALD im Bahnhof Bruchhausen-Vilsen | 1917                                                 | 1’C m2t, 1000 mm, 26 t                                  | Pillkaller Kleinbahn (PKB, 5 ks)                                            | PKB č. 21-25; DB 99 241, DR 99 5633; do r. 1957/1970                                              | 2519/1917 alias č.23 „SPREEWALD“, Spreewaldbahn, DEV Bruchhausen-Vilsen                            |
| stránka lok Tya6-3326 na www.polskieparowozy.pl | 3054/1920                                            | 1'C m2t, 1000 mm, 150 PS, 18,7 t                        | Ostdeutsche Eisenbahn-Gesellschaft Königsberg (OEG)                         | OEG Lycker Kleinbahn č.5 (do 1945); PKP Txa 2-3343 > Tya 6-3326 (do 1977)                         | Muzeum Kolei Wąskotorowej Gryfice (od 1992) Sochaczew (od 2009)                                    |
| lok 83-052 JŽ (Jung 3534/1926) na "šarganské osmičce", Mokra Gora | 1926                                                 | D1'+t, 765 mm, 360 PS                                   | St. dráhy Bosny a Hecegoviny                                                | BHStB IVa5 (řada 83 JDŽ)                                                                          | 3534/1926, JDŽ 83-052, muzeum Mokra Gora                                                           |
| Lokomotiva BAG, Jung 8301/39 na stránkách muzea RSE Aschbach | 8301/1939                                            | D m2t systém Luttermöller, 785 mm, 185 PS, 21 t         | Basalt AG Linz                                                              |                                                                                                   | Museum der Rhein-Sieg Eisenbahn (RSE-Museum) Asbach                                                |
| Jung Dampflok (9295/1941) im Frankfurter Feldbahnmuseum | 1938-40.léta                                         | B m2t 600 mm, 65 PS, 12 barr, 11,2 t 18 km/h            | typ "Hilax" (několik provedení) jednotných stavebních lokomotiv (ca.200 ks) | stavební a účelové drážky 1938-70.léta                                                            | Waldeisenbahn Muskau (WEM), Feldbahnmuseum Rommerskirchen-Oekoven, Frankfurter Feldbahnmuseum      |
| obr. lok. KkB č.16 v obrazovém archivu na stránkách eisenbahnstiftung.de                                                                                                  | 1942                                                 | 1'E1' p2t, 750 mm, přerozchod. na 1000 mm, 375 PS, 52 t | OKH (3 ks)                                                                  | Kerkerbachbahn (KkB) č.16                                                                         | 1960 zrušena, seštotována                                                                          |
| Lokomotiva Bröltalbahn č.53, Jung 10175/44 na stránkách muzea RSE Aschbach                                                                                                | 10175/1944                                           | 1'D1' p2t, 785 mm, od r. 1957 olejové topení            | Rhein-Sieg-Eisenbahn (RSB)                                                  | Bröltalbahn č.53                                                                                  | RSE-Museum Asbach                                                                                  |
| Lok 20 ("Haspe") der Interessengemeinschaft Historischer Schienenverkehr (Selfkantbahn) bei einer Rangierfahrt im Bw-Bereich des Bahnhofes Schierwaldenrath, 2012, Alupus | 12703, 12783 -84/1956                                | B m2t, 900 mm, 200 PS, 22 t                             | Klöckner Hütte Hagen-Haspe                                                  | Klöckner Hütte č.19-21                                                                            | IHS, Selfkantbahn                                                                                  |
| Lokomotiva Jung dráhy Aliveri industrial railway (Kymi-Aliveri, Taminei, Řecko), 2007                                                                                     | 1958?                                                | B m2t, 1000 mm                                          | průmyslová dráha lignitových dolů a elektrárny PPC Aliveri (5 ks) (Řecko)   | 1958-80                                                                                           | Ptolemais                                                                                          |

Vysvětlivky
1. ↑  V tabulkách za uspořádáním pojezdu použita obvyklá doplňková notace  konstrukčního provedení pro parní lokomotivy: m2t: lokomotiva na mokrou páru, dvojčitá, tendrovka; obdobně p2t: dvojčitá tendrová lokomotiva na přehřátou páru, m4st: lokomotiva na mokrou páru, sdružená, čtyřválcová, tendrovka; fl: bezohňová, parní akumulační 
PS: výkon uváděn v jednotkách "koňská síla"
2. ↑  několik strojů je zachováno v Saúdské Arábii v bývalých stanicích po trase Hidžázské dráhy, a muzeích v Damašku, Amánu, Mada'in Salih a Medině
3. ↑  viz poznámka k lokomotivě 1'C Hidžázské dráhy
4. ↑  konstrukce pojezdu podle patentu Gustava Luttermöllera (O&K) umožňuje posun dvojkolí vůči rámu vozidla a tím projíždění oblouků o malých poloměrech. Krajní náprava (nápravy) není spřažena s hnací spojnicemi, ale ozubeným převodem, umístěným centrálně na osách

### Normálněrozchodné parní lokomotivy

#### Dodávky pro státní dráhy
A.Jung původně nepatřil k lokomotivkám s vyhrazenou dodávkovou kvótou u státních drah. Až po příchodu Paula Pillnaye do vedení firmy začala od roku 1897 výroba strojů řad pr. T3, G8.1, G8.2 a T9.3 (399 ks) pro Pruské státní dráhy. Následovala výroba lokomotiv řad 64 (99 ks, 1928-40), 80 (5 ks, 1928) a 41 (40 ks, po r. 1938) pro DRG. Během 2.světové války stavěl lokomotivy řady 50 a 52 (231 ks). Po válce pro DB to pak byla řada 23 (51 ks, 50. léta), včetně stroje 23 105 DB, poslední nově postavené parní lokomotivy dodané spolkovým drahám v roce 1959.
Firma se orientovala především na privátní, polní a průmyslové dráhy. Některé dodávky:
| obrázek | výroba                        | uspořádání, charakteristika                                          | konkrétní stroje                                       | konkrétní stroje | konkrétní stroje |
| obrázek | výroba                        | uspořádání, charakteristika                                          | zákazník                                               | provoz | zachována |
| --- | ----------------------------- | -------------------------------------------------------------------- | ------------------------------------------------------ | --- | --- |
| | 3/1885                        | 1435 mm, 12 PS                                                       | cukrovar Dennin                                        | | nedochovala se |
| Lok AF 119 DSB na stránkách .jernbanen.dk | 278-280/1897, 321/1998 (4 ks) | 2'B m2+t, 70 km/h, délka 12 687 mm, 27 t, 12 barr                    | dráha Svendborg - Nyborg Jernbaneselskab (SNB), Dánsko | SNB č.1-4, SFJ č.19-22 (1897-1948), DSB řada AF č.119-122 (1949-54)                                                                                          | sešrotovány 1952, 1954 |
| | 1911, 1913 (39 ks)            | 1435 mm, 1'C m2+t                                                    | Rumunské st.dráhy (CFR)                                | CFR 1379-1405 (Jung 1911), CFR 1406-1417 (Jung 1913) | vyřazeny ve 30. letech |
| 1915 bei Jung für die Bremischen Hafeneisenbahn (Nr. 14) gebaute Tenderlokomotive; 1930 als 89 7516 zur Deutschen Reichsbahn; 1945 an die Neukölln-Mittenwalder Eisenbahn (Nr. 1); Verbleib unbekannt. Aufgenommen im Bahnbetriebswerk Bremen-Walle. | od 1911 (10 ks)               | Typ „Pudel“ C m2t, odvozený od pruské řady T3; 450 PS, 46 t, 40 km/h | přístav Brémy                                          | výr.č.1720/1912: přístav Brémy, č.11 (do 1930); DRB/DB 89 7513 (do 1965)                                                                                     | spolek Dampfzug-Betriebs-Gemeinschaft e.V., Bockenem-Bornum, provozní                                                                                               |
| Sächsisches Eisenbahnmuseum, Chemnitz, 10 July 2015 | po r.1901 (399 ks)            | 1'C m2t, 470 PS, 46,8/59,9 t, 65 km/h                                | Pruské dráhy (KPEV)                                    | v.č.1738/1912: KPEV řada T 9.3, KED Frankfurt č.7394 (1912-18); PKP TKi 3-295 (1922-41) DRG/DR 91 896 (1949-55) průmysl (1955-75)                            | v.č.1738/1912: pomník Drážďany do r.2008, poté Sächsisches Eisenbahnmuseum (SEM) Chemnitz-Hilbersdorf                                                               |
| | 2881–83/1919 (3 ks)           | Typ „Pudel“; C m2t, 400 PS, celk.délka 8590 mm, služeb.hmotnost 46 t |                                                        | Industriebahn Neukölln (do r. 1953), plynárna Mariendorf (1958-66), v.č. 2882: Gelsenkirchener Bergwerks-AG jako lok č.68 pro potašový důl Dippach (1921-63) | poslední sešrotována 1968 |
| Die Dampflok "Waldbröl" (Jung, Baujahr 1914, ex Kleinbahn Bielstein-Waldbröl) unter Dampf auf der Drehscheibe des Eisenbahnmuseums Dieringhausen | 1914 (2 ks)                   | C m2t, odvozena od pruské řady T3, 320 PS, 40 t, 40 km/h             | Kleinbahn Bielstein–Waldbröl                           | Kleinbahn Bielstein–Waldbröl, (1914-66. léta); | výr.č. 2243 "WALDBÖL" muzejní - Eisenbahnmuseum Dieringhausen,(od 1983), provozní (od r. 2006)                                                                      |
| Lokomotiva Jung 9846/43 pro železárny Brinker v Langenhagenu jako provozní exponát Locomotieven Museumstoomtram Hoorn - Medemblik (SHM), Nizozemí; stanice Hoorn, červen 1986                                                                        | 9846/43                       | B m2t, 40 km/h, 23,5 t délka 7 126 mm                                | Brinker Eisenwerke, Langenhagen (BEL)                  | BEL 14, BEL 16 /1948; Georgsmarienhütten Eisenbahn GME "16" /1978; muzejní SHM "MEDEMBLIK 16"                                                                | Locomotieven Museumstoomtram Hoorn - Medemblik (SHM) Nizozemí |
| Dampflok Nr. V der Hespertalbahn am 20. August 2017 in Essen-Kupferdreh. Die Maschine gehört zum Typ "CNTL 560 PS" der Firma Arnold Jung, Fabriknr. 12037, Baujahr 1954                                                                              | 1950–1954 (7 ks)              | typ CNTL; C m2t, 560 PS, 42 t, 45 km/huspořádání C                   | průmysl                                                | hutě a průmysl, Německo, Turecko (1950- | výr.č. 12037 muzejní - Hespertalbahn e.V., Essen-Kupferdreh (od 1978), provozní (od r.2017)                                                                         |
| 57 01 im Türkischen Eisenbahnmuseum Çamlık | 1951/52 (2 ks)                | odvozeny od řady 85 DRG, 1'E1' p3t, 109 t, 70 km/h                   | Turecké státní dráhy (TCDD)                            | TCDD 57 01–04 | Çamlık Railway Museum (Turecko) |
| | 1942-45 (přes 200 ks)         | 1435 mm, 1'E p2, 1600 PS, 84 t, 80 km/h                              | Říšské dráhy, reko Kriegslok řady 52 DR                | původně 52 3209 (Jung 11220/1943), 1965 modernizován v RAW Stendal na 52 8139 DR                                                                             | VSM Dieren, NL |
| | 1950–59 (51 ks)               | 1435 mm, 1'C1' p2, 1800 PS, 83 t, 110 km/h                           | Deutsche Bundesbahn (DB)                               | DB, osobní vlaky 1950-1975 | 23.019 - DDM Neuenmarkt, 23.023 - SSN Rotterdam (NL), 23.029 - pomník Aalen (D), 23.071 a 23.076 - VSM Apeldoorn (NL), 23.105 - DB Museum Norimberk (t.č. Augsburg) |

Vysvětlivky
1. ↑  V tabulkách za uspořádáním pojezdu použita obvyklá doplňková notace  konstrukčního provedení pro parní lokomotivy: m2t: lokomotiva na mokrou páru, dvojčitá, tendrovka; obdobně p2t: dvojčitá tendrová lokomotiva na přehřátou páru,  m4st: lokomotiva na mokrou páru, sdružená, čtyřválcová, tendrovka; fl: bezohňová, parní akumulační 
PS: výkon uváděn v jednotkách "koňská síla"

#### Galerie
Parní lokomotivy - Z katalogu Jung, ca. 20.léta 20.století (Collection of DeGolyer Library, Southern Methodist University, Dallas, TX)
- Čtyřválcová sdružená lokomotiva pro adhezní i ozubnicový provoz
- Lokomotiva typu Hilax
- Parní lokomotiva Jung
- Parní lokomotiva pro malodráhy typu 5-5
- Parní lokomotiva pro soukromou dráhu
- Parní lokomotiva pro hnědouhelné doly
- Parní lokomotiva z dodávky do zahraničí
- Lokomotiva pro Bádenské státní dráhy VIc 947 (výr.č. 2531 z roku 1917), později DRG 75 473
- Lokomotiva na přehřátou páru řady 41
- Speciální lokomotivní konstrukce s namontovaným otočným jeřábem, ø válců 350 mm, ø kol 1100 mm

### Parní akumulační lokomotivy
| obrázek | výroba                  | uspořádání, charakteristika                     | konkrétní stroje                                      | konkrétní stroje                                                                                     | konkrétní stroje          |
| obrázek | výroba                  | uspořádání, charakteristika                     | zákazník                                              | provoz                                                                                               | zachována                 |
| --- | ----------------------- | ----------------------------------------------- | ----------------------------------------------------- | --- | ------------------------- |
| | 1416/190x (před 1910)   | B fl, 600 mm                                    | Elmore AG                                             | Elmore AG, Schladern a.d. Sieg                                                                       | ne                        |
| | 3239/1921               | B fl, 150 PS                                    | přádelna vlny Bremy                                   | č.2, minimálně do r. 1970                                                                            |                           |
| | 3438/1925               |                                                 | Monopolverwaltung für Branntwein Berlin-Reinickendorf | |                           |
| Dampfspeicherlokomotive im Maschinen- und Heimatmuseum Eslohe | 3088, 3089/1920         | B fl, 1435 mm, 23 t                             | Glaser & Pflaum in Düsseldorf                         | Papierfabrik Reisholz AG Ruhrwerke, závod Arnsberg, č.2; (1921-90) po rekonstrukci muzejní (od 2003) | Museum Eslohe (2020) [6]  |
| Parní akumulační lokomotiva Jung v.č. 7041/1937, přístav Hamburk | 7041/1937 (typ L 22.14) | B fl, 1435 mm, 20 t válce vpředu, výfuk komínem | Margarine-Union Hamburg                               | Union Deutsche Lebensmittelwerke GmbH, Hamburg-Bahrenfeld č.2 (1937-69)                              | Hamburg Maritim (2022)[6] |
| Lok Jung,Fabr.No.14099/1970, Bauart C fl, Jungenthal1984. Leistung 250 PS, Anfahrzugkraft 7000 Kg, Dienstgewicht 37500 Kg, Höchstgeschwindigkeit 25 Km/St, Fülldruck 15 atü, kleinster Kurvenradius 50 m | 14099/1970              | C fl, 1435 mm, 250 PS, 37,5 t, 25 km/h          | ARBED SA                                              | ocelárny ARBED Saarhütte (Lucembursko), 1970-82; renovace Jung 1983                                  |                           |

## Některé dodané motorové lokomotivy

### Motorové lokomotivy pro polní dráhy
Úzkorozchodné dvou- a třínápravové kapotové stroje s koncovým stanovištěm řidiče ve své době hojně využívané pro polní, stavební a hospodářské drážky tvořily početně největší část výroby motorových lokomotiv. Vzniklo jich několik tisíc, desítky z nich jsou v různých sbírkách stále zachovány. Výroba jednoduchých strojů o výkonu 10 až 120 koní s mechanickou převodovkou probíhala u Junga od druhé poloviny 20. let, skončila v roce 1964. Dodávány byly s kabinou řidiče, nebo bez ní. Používané typové označení rozlišovalo lokomotivy spíše co do výkonu a oblasti použití, vzhled, použité agregáty i konstrukční detaily se u jednotlivých typů v čase měnily; větší modernizace v jejich konstrukci proběhla naposledy v 50. letech. Některé reprezentantky:
| obrázek | obrázek | výrobní typ rozchod | vyráběno kusů       | uspořádání, konstrukce        | délka rozvor    | hmotnost výkon      |
| --- | --- | --- | ------------------- | ----------------------------- | --------------- | ------------------- |
| | | MS 130 500–750 mm | 1929–31 90 ks       | B dm                          | 2860 mm 800 mm  | 2,8 t 10/11 PS      |
| | | MS 131 500–900 mm | 1929–33 ca. 430 ks  | B dm                          | 2880 mm 800 mm  | 2,8 t 10/11 PS      |
| Jung diesel locomotive at the narrow gauge railway museum in Valkenburg (NL)                                                                                             | Jung diesel locomotive at the narrow gauge railway museum in Valkenburg (NL)                                                                                      | MSZ 130 500–750 mm | 1929–34 ca. 100 ks  | B dm                          | 3480 mm 900 mm  | 4,9 t 20/22 PS      |
| | | MSZ 160 600–1435 mm | 1927–35 7 ks        | B dm                          | ? 1600 mm       | 10 t 32/35 PS       |
| Ziegelei Hundisburg, Lokomotive: Arnold Jung Lokomotivfabrik GmbH, Jungenthal bei Kirchen an der Sieg                                                                    | Denkmalgeschütztes Feldbahnmuseum Herrenleite, Lohmen | EL 105 500-1000 mm | 1932–62 ca. 1400 ks | B dm                          | 2700 mm 780 mm  | 4 t 11/12 PS        |
| Lok Jung EL110 v.č. 8135/1938, pův. dodán stavební fě k rozšíření kasáren ve Schwabachu, kde i zůstala (H.Deserno, 2008)                                                 | 600mm gauge German Feldbahn locomotive by Arnold Jung in Jungenthal at Kirchen a.d. Sieg, ca.2006                                                                 | EL 110 600–900 mm | 1934–63 ca. 900 ks  | B dm                          | 2890 mm 780 mm  | 4 t 11/12 PS        |
| Feld- und Grubenbahnmuseum Fortuna 2019 | | ZL 105 600 a 750 mm | 1933–59 ca. 980 ks  | B dm                          | 3400 mm 915 mm  | 5,4 t 22/24 PS      |
| Lok ZL 110 v.č.8582 v muzeu Neuenmarkt-Wirsberg, 2013 | | ZL 110 600 mm | 1939                | B dm                          |                 |                     |
| Lok Jung ZL 114, Feld- und Waldbahn Riedlhütte, (H. Deserno, 2008) | | ZL 114 600–1000 mm | 1935–60 ca. 800 ks  | B dm                          | 3420 mm 890 mm  | 5,4 t 22/24 PS      |
| Diesellok Jung ZL 233 (im Hintergrund Jugs Hilax-Dampflokomotive), fleet lager of narrow gauge railway Muskau (WEM), Lausitz, Germany (Urheber: Udo Schröter 2011-05-02) | | ZL 233 500–1000 mm | 1938–56 118 ks      | B dm                          | 4780 mm 1150 mm | 8 t 40/44 PS        |
| Lok DL233, Jung v.č.11888/1953, Feldbahnmuseum Guldental 2015 | | DL 233 600 a 750 mm | 1950–64 16 ks       | B dm                          | 4780 mm 1226 mm | 8/10 t 52/56 PS     |
| | | VL 244 600 a 650 mm | 1956 5 ks           | B                             | 5020 mm 1300 mm | 12/15 t 80/88 PS    |
| Lokomotiva typu VL 134 na firemním obrázku fy Jung, ca 1937 (zdá se, že stejný obrázek byl použit pro celou typovou řadu...)                                             | | VL 134 úzkorozch. | 30. léta            | C dm, 4 rychlostní převodovka |                 | 10/12/15 t 75/80 PS |
| Feldbahn-Diesellokomotive, Type VN 234, 80/88 PS | | VL 234 600 mm | 30. léta            | C dm                          |                 | 80/88 PS            |
| | | SL 134 M 915 mm | 1938/39 4 ks        | C                             |                 | 14,8 t 120 PS       |
| Egemose Centret at Egemosen, Ganløse, Obec Egedal, Dánsko | | |                     |                               |                 |                     |
| | | 600 mm úzkorozchodná dieselová lokomotiva EL 110 (výrobní číslo 9649) ve Vettelschoßu před budovou bývalého vedoucího provozu - dnešní klubovna, zřízená jako herní zařízení před mateřskou školou od jara 1975, Německo |                     |                               |                 |                     |
| | | Motor lehké železnice Austro-Daimler a lokomotiva Jung v dílnách Feld- und Industriebahnmuseum Freiland, Německo |                     |                               |                 |                     |
| | Název: Dieselová lokomotiva s normálním rozchodem. Tvůrce: Arnold Jung Locomotivfabrik. Datum: cca. 40. léta 20. století, Německo. Dieselová lokomotiva Feldbahn. | |                     |                               |                 |                     |
| | Název: Dieselová lokomotiva s normálním rozchodem. Tvůrce: Arnold Jung Locomotivfabrik. Datum: cca. 40. léta 20. století, Německo. Dieselová lokomotiva Feldbahn. | |                     |                               |                 |                     |
| | Název: Dieselová lokomotiva s normálním rozchodem. Tvůrce: Arnold Jung Locomotivfabrik. Datum: cca. 40. léta 20. století, Německo.                                | |                     |                               |                 |                     |
| | Název: Dieselová lokomotiva s normálním rozchodem. Tvůrce: Arnold Jung Locomotivfabrik. Datum: cca. 40. léta 20. století, Německo.                                | |                     |                               |                 |                     |
| | Název: Dieselová lokomotiva s normálním rozchodem. Tvůrce: Arnold Jung Locomotivfabrik. Datum: cca. 40. léta 20. století, Německo.                                | |                     |                               |                 |                     |

Vysvětlivky
1. ↑  V tabulkách za kódem uspořádání pojezdu doplněna obvyklá doplňková notace  konstrukčního provedení pro motorové lokomotivy: dm: dieselová lokomotiva s mechanickým přenosem výkonu, dh: dieselová lokomotiva s hydraulickým přenosem výkonu, de: dieselová lokomotiva s elektrickým přenosem výkonu

### Posunovací traktory a mechanismy

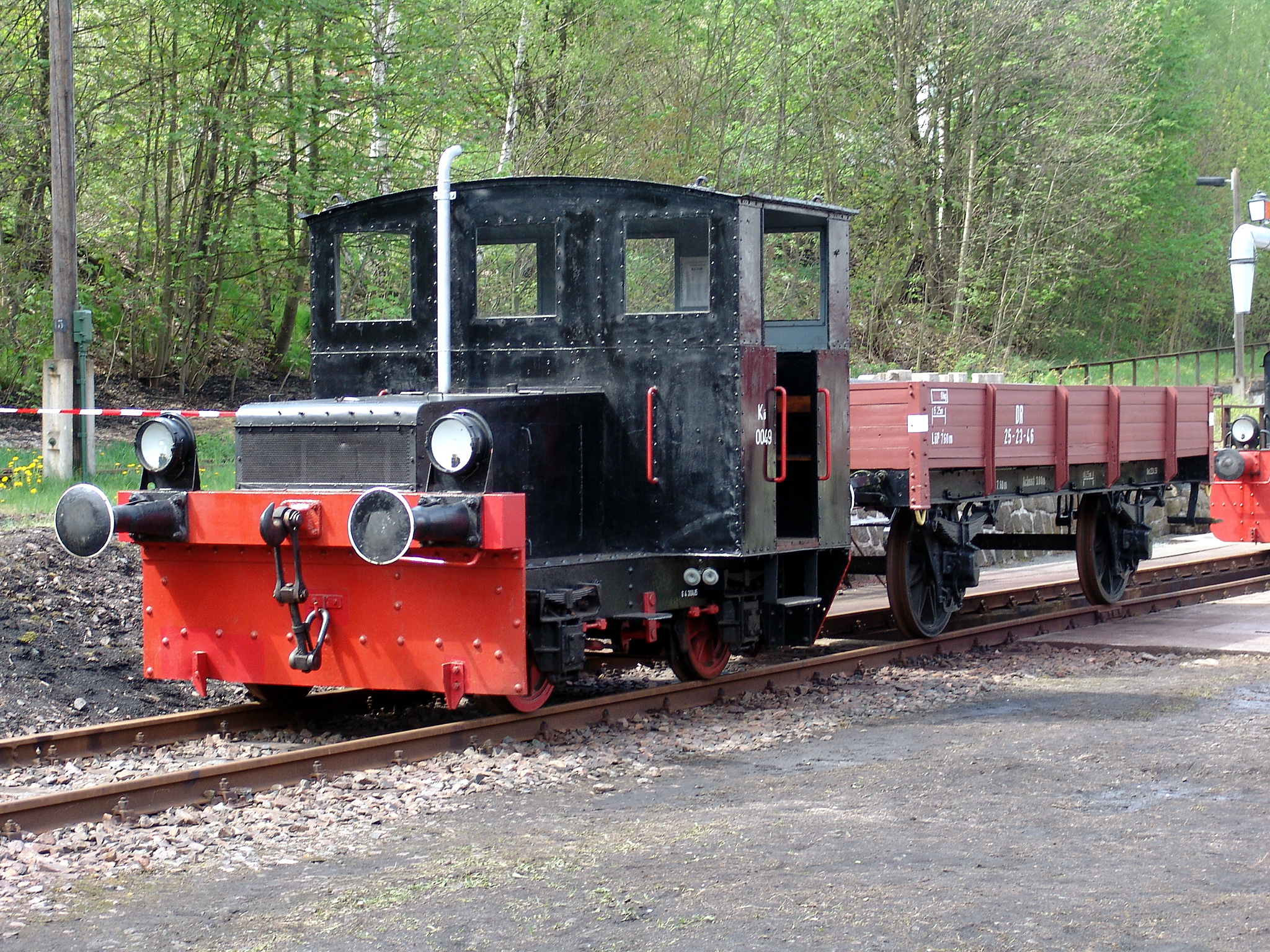
Lokomotiva Kö 0049 (Lg I, Jung typ ZR 105, výr.č. 5396/1933), železniční muzeum Schwarzenberg v Krušných horách, 2005

Stroje vznikly úpravou pro normální rozchod z lokomotiv pro polní dráhy. Byly dodávány pro nenáročný posun na vlečkách s minimálními nároky na výkon.
| obrázek                                              | výroba                     | uspořádání, charakteristika                                                                    | konkrétní stroje                        | konkrétní stroje                             | konkrétní stroje                                   |
| obrázek                                              | výroba                     | uspořádání, charakteristika                                                                    | zákazník                                | provoz                                       | zachována                                          |
| ---------------------------------------------------- | -------------------------- | ---------------------------------------------------------------------------------------------- | --------------------------------------- | -------------------------------------------- | -------------------------------------------------- |
| Jung Typ EN 112, v.č. 8819/1940 Münsingen, SAB, 2017 | EN 112, 1936–60, 16 kusů   | B dm, rozvor 1600 mm, délka 4250 mm, služeb.hmotnost 5 t, výkon 10/11 PS                       | v.č. 8819/1940: Hermann Hald, Stuttgart | v.č. 8819/1940: fa Wagner Reutlingen "505"   | Schwäbische Alb-Bahn e.V., Münsingen               |
| Jung Typ ZN 113, v.č.7352/1937, 'HSW 2', Wesel 2008  | ZN 113: 1937–62, 32 strojů | B dm, třístupňová převodovka, provozní hmotnost volitelně 6 t, 7,5 t nebo 9 t, výkon 24 PS [6] | v.č.7352/1937: Paul Ammermann, Münster  | v.č.7352/1937: cihelna Idunahall, Schermbeck | HSW - Historischer Schienenverkehr Wesel (od 1981) |

#### Dodávky pro státní dráhy a wehrmacht
Jako řada jiných německých výrobců byl Jung zapojen do výroby jednotných malých lokomotiv řady K, Lg I a II pro státní dráhy DRG/DRB. Ve výkonové skupině Lg I do 40 PS bylo v letech 1931-33 vyrobeno 21 lokomotiv řady Kö0 (interní typy MSZ 132, RL 133, ZR 105, provedení B dm). Ve výkonové skupině Lg II bylo v letech 1932-37 dodáno nejméně 135 lokomotiv řad Kö4/Kb4/Köf4 (interní typ NDR 130/Kö II, příp. VN 244, provedení B dm nebo B dh).
V letech 1938 až 1943 se Jung podílel na stavbě lokomotiv Wehrmachtu WR 200 B 14 (později V 20 DB) a WR 360 C 14 (později V 36, u ČSD jako řada T 334.0ᴵ). Zachován je Jungem postavený stroj WR 00 B 14 (V 20 020) na historické železnici v Almstedtu-Segeste.

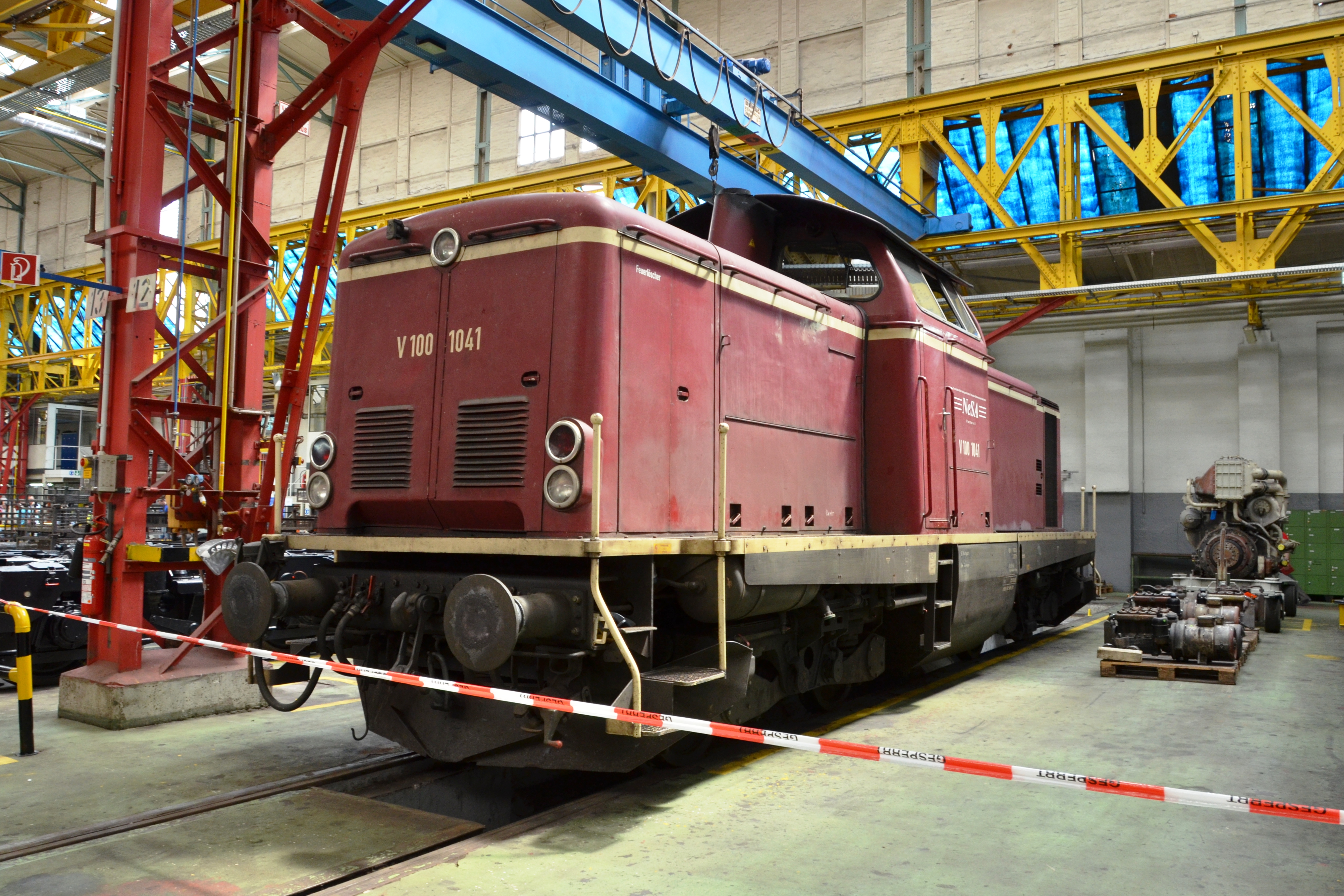
Lok 211 1041 společnosti NeSA (Jung typ V 100.10, v.č.13315/1962), dílny Brémy, červen 2014

Po válce byly - už pro DB - obnoveny dodávky malých lokomotiv - bylo dodáno 108 lokomotiv Köf II (B dh, v.č. 13131-13238/1959-60, u DB jako Köf6, později řada 323), a 160 lokomotiv nové, vyšší výkonnostní skupiny Lg III nad 150 PS (B dh, 1963-74, Köf11, později řady 332, 333 DB). Poslední pro DB vyráběné lokomotivy s určením pro posun a lehkou traťovou službu byly řady V 60 (C dh, 650 PS, 40 ks, 1956-59, později řada 260), V 100 (B'B' dh 1100 PS, 84 ks, 1961-64, po r. 1968 řady 211 a 212) a konečně V 90 (B'B' dh, 1100 PS, 10 ks, 1975-76, řada 291).

#### Dodávky pro průmysl
Motorové lokomotivy byly u Junga stavěny především pro posunovou a vlečkovou službu, některé se využily i pro lehkou traťovou službu na soukromých lokálních drahách. Prvním typem (také) normálněrozchodné dieselové lokomotivy byl MSZ 160 (prototyp 1927, série od 1930, 10 ks). Lokomotivy předválečné 1. a 2. generace, vyráběné od poloviny 30. let, byly původně odvozeny od úzkorozchodných strojů pro polní dráhy s mechanickým přenosem výkonu; podle dostupných záznamů šlo celkem nejméně o 90 lokomotiv deseti typů. Do jejich stavby se postupně promítaly zkušenosti nabyté výrobou jednotných malých lokomotiv Lg II řady Kö/Köf.
Na počátku 50. let Jung zkoušel zúročit nabyté zkušenosti s výrobou řad WR. Své normálněrozchodné průmyslové lokomotivy do výkonu 200 koní zmodernizoval a na základě řady WR vyvinul nové, výkonnější lokomotivy 3. generace pro posun a průmyslové vlečky, s využitím hydraulického přenosu výkonu přes jalovou hřídel a spojnice. S novými typy bylo zavedeno i nové typové označení: velká písmena označovala typ stroje a případně formu přenosu výkonu (R - Rangierdienst - posunovací, K - Kette - náhon řetězem, později C - náhon kardanovou hřídelí). Následuje číselný kód výkonu (v desítkách koňských sil) a opět velké písmeno značící uspořádání náprav (B, C, D). Mezi lety 1953-66 tak bylo vyrobeno okolo 90 strojů pro průmysl a Bundeswehr a 42 strojů pro Egyptské dráhy.
Ve 4. generaci byly výrazněji přepracovány slabší typy lokomotiv do 250 PS, v letech 1960-73 se jich vyrobilo 64 ve 4 typech. V 5. generaci Jung opustil koncepci náhonu přes jalovou hřídel a použil přenos kardanem. Od roku 1970 do ukončení výroby lokomotiv se vyrobilo jen 15 takto konstruovaných strojů.
Některé dodávky na normální rozchod:
| obrázek                                                                                             | typ; výroba | uspořádání, charakteristika                                                                  | konkrétní stroje | konkrétní stroje | konkrétní stroje                                                                                                |
| obrázek                                                                                             | typ; výroba | uspořádání, charakteristika                                                                  | zákazník | provoz | zachována |
| --------------------------------------------------------------------------------------------------- | --- | -------------------------------------------------------------------------------------------- | --- | --- | --- |
| Lok DN 233, Jung 8057/1939, vlečka Mannesmann Demag v Mönchengladbachu, 1981                        | DN 233; 1939+43 (3 ks), 1950-61 (6 ks) | B dm                                                                                         | privátní a průmyslové dráhy | posunová služba | |
| | VN 234; 1939-58 (9+ ks) | B dm 4-rychlostní, 85 PS, 16-20 t, 20 km/h                                                   | privátní a průmyslové dráhy | posunová služba | |
| | ZN 233; 1939-58, 15 ks | B dm                                                                                         | privátní a průmyslové dráhy | posunová služba | spolek Stöffel [D] (2019)                                                                                       |
| Lollandsbanen M14 (Jung Typ R 360 C - Baujahr 1950) Bf Ryde, 6 May 1989, Manfred Kopka              | R 360 C, 1950; R 361 C; 1953 (15 ks) R 362 C; 1955-56 (27 ks) | C dh, 360 PS, 67 t                                                                           | Egyptské státní dráhy (ERR) | ERR 4211–4252 | |
| Brohltalbahn Lok D8 at Brohl-Lützing (R 8 B als D 8 bei der Brohltalbahn)                           | RK 8 B 1960–1972, 16 ks | B dh, 80 PS, celk.délka 5770 mm, služeb.hmotnost 15 t                                        | průmysl | posun; č.14128/1972 cementárna Bonn-Oberkassel, Lok 1                                                                                               | jako D 8 na turistické dráze Brohltalbahn (od 2005)                                                             |
| | RK 12 B, 12749/1957 | B dh, celk.délka 6880 mm, služeb.hmotnost 24 t, výkon 88 kW                                  | Monopolverwaltung für Branntwein Berlin-Reinickendorf [5]                                                                          | | |
| | RK 15 B: 13284/1960 | uspořádání B, celk.délka 6450 mm, služeb.hmotnost 24 t, výkon 110 kW                         | West-Berliner Bewag | Kraftwerk Oberhavel č.2 | |
| Lok Jung RK20B (11559/1952), Aschersleben 2020                                                      | RK 20 B: 1952-53 | B dh, 200 PS                                                                                 | | Gelsenberg Benzin AG , Gelsenkirchen-Horst č.5; Osthavelländische Eisenbahn (OHE) in Berlin-Spandau; Industriebahn Neukölln č.3                     | v.č. 11559, 11569/52: muzeum DWBM Aschersleben (od 2006)                                                        |
| Lok BVG 5070 (Jung RC24B, 13873/66), Bln-Wansee 1985                                                | RC 24 B: 1966-1968 | B dh, délka 6840 mm, služ.hmotnost 30 t, 184 kW, 20 km/h                                     | Berliner Gaswerks (GASAG) Mariendorf, č. 5-7                                                                                       | v.č.13873/1966:GASAG č.6 (1966-84); Berliner Verkehrsbetriebe (BVG) č.5070 (1984-95).                                                               | 1995 prodána dále                                                                                               |
| Diesellok R 30 C, ehemals Nr. 51 der Merzig-Büschfelder Eisenbahn, Eisenbahnmuseum Losheim 2007     | R 30 C: 1956-1959, 8 kusů | uspořádání C dh, 39 t                                                                        | | v.č.12255/1956: Birkenfelder Eisenbahn (do 1992), v.č.12995/1959: Merzig-Büschfelder Eisenbahn č.51 (do 1988)                                       | spolek EH, Trier (VL1); Eisenbahnmuseum Losheim (MECL)                                                          |
| Diesellok Jung R 40 C als der BVG Nr. 5073 im Bahnhof Berlin-Zehlendorf (Urheber: Roehrensee, 1993) | R 40 C, 1956-59, min. 5 ks | C dh, celk.délka 9800 cm, služ.hmotnost 45 t, 440 PS, 60 km/h                                | Bundeswehr; Hafen- und Bahnbetrieben der Stadt Krefeld (HBK, 2 ks), Tecklenburger Nordbahn (TNB), Bremervörde-Osterholzer EB (BOE) | v.č.12343, 12838-40: HBK lok D IV.+D V. (1958-84), TNB č.22 (1956-85), BOE č.V 275 (1958-88); Berliner Verkehrsbetriebe (BVG) č. 5073-76 (1984-95). | 1995 prodány přes NEWAG Oberhausen: v.č.12838-40/1958-59: pro LARC Hongkong, v.č.12343 /1956 sešrotována (2001) |
| German Army Jung R 42 C in the Vossloh-Service-Center Moers                                         | R 42 C: 1955-62, 42 kusů | Jako typ R 40 C, o 60 cm kratší rozvor                                                       | | posunovací a vlečková služba; Bundeswehr 7 ks, Siegener Kreisbahn (4 ks), Kleinbahn Weidenau–Deuz (4 ks), Freie Grunder Eisenbahn, OHE West-Berlin  | |
| | RC 43 C: 1970-74 (5 ks) | uspořádání C, celk.délka 8640 mm, služeb.hmotnost 48 t, výkon 305 kW                         | | 14040/1970: Industriebahn Neukölln č. 5 | |
| OHE Lok 5 (Jung Typ R 60 D, FabNr.13712/1963, Bahnhof Berlin-Spandau, 27. Oktober 1986, Roehrensee  | R 60 D: 1955-66 (5 ks) | spojnicová uspořádání D, celk.délka 9900 mm, služeb.hmotnost 60 t, výkon 650 kW              | | OHE 4-6 | |
| Obr.: Lokomotiva D7 OHE, Berlin-Spandau 2001                                                        | RC 70 BB: 14112/1972 (1 ks) | podvozková uspořádání B’B’, celk.délka 12240 mm, služeb.hmotnost 76 t, výkon 773 kW, 60 km/h | | Osthavelländische Eisenbahn (OHE) DL 7 (1972-83) | 1983 prodána do Itálie                                                                                          |
| | Název: Dieselová lokomotiva s normálním rozchodem. Tvůrce: Arnold Jung Locomotivfabrik. Datum: cca. 40. léta 20. století, Německo.                                                                                              |                                                                                              | | | |
| | Název: Dieselová lokomotiva s normálním rozchodem. Tvůrce: Arnold Jung Locomotivfabrik. Datum: cca. 40. léta 20. století, Německo.                                                                                              |                                                                                              | | | |
| | Název: Dieselová lokomotiva s normálním rozchodem. Tvůrce: Arnold Jung Locomotivfabrik. Datum: cca. 40. léta 20. století, Německo.                                                                                              |                                                                                              | | | |
| | Název: Dieselová lokomotiva s normálním rozchodem. Tvůrce: Arnold Jung Locomotivfabrik. Datum: cca. 40. léta 20. století, Německo. Dieselová lokomotiva Feldbahn, typ VL 234, 80-88 PS.                                         |                                                                                              | | | |
| | Název: Dieselová lokomotiva s normálním rozchodem. Tvůrce: Arnold Jung Locomotivfabrik. Datum: cca. 40. léta 20. století, Německo.                                                                                              |                                                                                              | | | |
| | Název: Dieselová lokomotiva s normálním rozchodem. Tvůrce: Arnold Jung Locomotivfabrik. Datum: cca. 40. léta 20. století, Německo. Dieselová lokomotiva Feldbahn.                                                               |                                                                                              | | | |
| | Název: Dieselová lokomotiva s normálním rozchodem. Tvůrce: Arnold Jung Locomotivfabrik. Datum: cca. 40. léta 20. století, Německo. Dieselová lokomotiva Feldbahn.                                                               |                                                                                              | | | |
| | Dieselová lokomotiva VL 1 od Hochwaldbahn GmbH („Emma“, rok výroby 1956, 320 k, výrobce: Arnold Jung Lokomotivfabrik) ve stanici Fischbach-Weierbach na trati Kursbuch 680 (Nahetalbahn).                                       |                                                                                              | | | |
| | LJ, Lollandsbanen, Dieselová lokomotiva M 12 (Arnold Jung Lokomotivfabrik 1957; Motor: MAN 6-Zylinder-Dieselmotor) Bahnhof Nakskov, Dánsko.                                                                                     |                                                                                              | | | |
| | Dieselhydraulická posunovací lokomotiva Nordjyske Jernbaner T52. Postaven Arnold Jung Lokomotivfabrik GmbH, Německo v roce 1964 pro Deutsche Bundesbahn jako posunovací traktor "Köf III". Číslo NVR: 98 86 0000 052-1, Dánsko. |                                                                                              | | | |

Vysvětlivky
1. ↑  V tabulkách za kódem uspořádání pojezdu doplněna obvyklá doplňková notace  konstrukčního provedení pro motorové lokomotivy: dm: dieselová lokomotiva s mechanickým přenosem výkonu, dh: dieselová lokomotiva s hydraulickým přenosem výkonu, de: dieselová lokomotiva s elektrickým přenosem výkonu

Dalšími vyrobenými typy normálněrozchodných dieselových lokomotiv byly R 30 B, ZN 113, VN 234, RK 11 B nebo RK 24 B.

### Motorové lokomotivy pro úzký rozchod
| obrázek | výroba, typ                 | zákazník                 | konkrétní stroje                          | konkrétní stroje                                                                                                  | konkrétní stroje                       |
| obrázek | výroba, typ                 | zákazník                 | uspořádání, charakteristika               | provoz | zachována                              |
| --- | --------------------------- | ------------------------ | ----------------------------------------- | --- | -------------------------------------- |
| | 11464/1952, V29             | DB                       | B'B' dh, 1000 mm                          | V 29 falckých místních drah (3 ks)                                                                                | V 29 952, DEV Bruchhausen-Vilsen       |
| Narrow gauge diesel locomotive at Dörzbach train station | 11770/1953, L 10 B          | Farbwerke Hoechst (3 ks) | B dh, 750 mm, 105 PS                      | Fw Hoechst (1953-58), KOK č.11 (1962-67), Jagsttalbahn 22-03 (1968-88)                                            | Freunde der Jagsttalbahn Dörzbach      |
| Der Jumbo (Kalkbahn Lohja 4, Jung L40BB 12022/1955) im Bahnhof Neresheim, 19 September 2020, Author Der Mutschi                                                                                             | 12022/1955, L 40 B+B        | Kalkwerk Lohja (Fin.)    | B+B dh, 1000 mm, 2× 250 PS, 36 t, 40 km/h | Kalkbahn Lohja č.4 (Finsko) (1955-70); Gm 4/4 111 LSE (Švýcarsko, 1972-2005)                                      | Härtsfeld-Museumsbahn, provozní (2023) |
| Für den Basistunnelbau aus Finnland gekaufte Occasions-Disellok Gm 4/4 71 der Furka Oberalp-Bahn, Fabrikat Jung, in Oberwald; später MGB Gm 4/4 70, heute als Gm 4/4 71 bei der Dampfbahn Furka Bergstrecke | 13950/1966                  | Kalkwerk Lohja (Fin.)    | B'B' dh,1000 mm, 2× 270 PS, 40 km/h       | Kalkbahn Lohja (Finsko) č.5; (1966-70), Kymi Kymmene (1971-80); FO Gm 4/4 č. 71, a MGB č.70 (Švýcarsko,1980-2021) | muzeum Butry-sur-Oise (Francie)        |
| Class NMD1 Diesel Locomotive, No 501, Neral Station, India, 08/01/2008 | 12105-12111 /1955-56 (7 ks) | Indické dráhy (IR)       | článková B+B dh, 2×145 PS, 33 km/h, 29 t  | původně trať Kalka-Shimla, ZDM-1, (762 mm). Od 70. let trať Neral - Matheran Hill, NDM-1 č. 500-506 (610 mm)      | NDM-1 501 Neral provozní (2019)        |

Vysvětlivky
1. ↑  V tabulkách za kódem uspořádání pojezdu doplněna obvyklá doplňková notace  konstrukčního provedení pro motorové lokomotivy: dm: dieselová lokomotiva s mechanickým přenosem výkonu, dh: dieselová lokomotiva s hydraulickým přenosem výkonu, de: dieselová lokomotiva s elektrickým přenosem výkonu
2. ↑  KOK: Kreisbahn Osterode–Kreiensen
3. ↑  LSE: dráha Lucern-Stans-Engelberg (Švýcarsko)
4. ↑  FO: železnice Furka-Oberalp-Bahn;  BVZ: železnice Zermatt-Bahn, obě Švýcarsko

## Elektrické lokomotivy
| obrázek | výroba                                                | uspořádání, charakteristika                                                                                              | konkrétní stroje                              | konkrétní stroje                                                         | konkrétní stroje                                                      |
| obrázek | výroba                                                | uspořádání, charakteristika                                                                                              | zákazník                                      | provoz                                                                   | zachována                                                             |
| --- | ----------------------------------------------------- | --- | --------------------------------------------- | ------------------------------------------------------------------------ | --------------------------------------------------------------------- |
| The locomotive Rj.B (Rjukanbanen, the Rjukan line) 9 at Rjukan station. http://en.wikipedia.org/wiki/RjB_9_and_10 | 12846–12847/1958; el.část S.A.A. Sécheron (2 ks)      | B₀'B₀' el, 10/15 kV 16 2⁄3 Hz AC, 60 t, 732 kW, 55 km/h                                                                  | Norsk Transport AS                            | Rjukanbanen (RjB, Norsko), čísla 9 a 10, do 1991                         | Rjukan (2012)                                                         |
| Lok 4 der Siemens-Güterbahn mit Thyristor-Impulssteuerung, 1988                                                   | 13832/1965, el.část Siemens-Schuckert (SSW) 6228/1965 | B₀ el, trolejová s tyristorovým pulzním řízením na 550 V ss, hodinový výkon 238 kW, délka 7,6 m, 42 t                    | Siemens Dynamowerk Berlin                     | průmyslová dráha Berlín-Siemensstadt, č.4 (do 1989)                      | Bayerischen Eisenbahnmuseum, Nördlingen                               |
| Museumsbahnhof Oberhausen - Jung Jungenthal Nr 14117 von 1970                                                     | ED 80 t: 1955-1971, 64 ks                             | hybridní trolejová a dieselelektrická, B₀'B₀' el/de, 596 kW/220 PS, 45 km/h, 80 t                                        | Gemeinschaftsbetrieb Eisenbahn und Häfen GmbH | Gb Eisenbahn und Häfen, Duisburg-Hamborn č. EH 101-103, 107-165, do 2013 | Deutschen Werkbahnmuseum, Aschersleben (EH 107) a dalších 7 muzejních |
| |                                                       | Název: Elektronická traťová lokomotiva Tvůrce: Arnold Jung Locomotive Factory Datum: kolem 40. let 20. století, Německo. |                                               |                                                                          |                                                                       |
| |                                                       | Název: Elektronická traťová lokomotiva Tvůrce: Arnold Jung Locomotive Factory Datum: kolem 40. let 20. století, Německo. |                                               |                                                                          |                                                                       |

## Lokomotivy na stlačený vzduch
Stroje byly dodávány až do začátku 80. let, typicky pro provoz v hlubinných uhelných dolech s výbušnou atmosférou.
| obrázek | výrobní č. /rok, typ      | uspořádání, charakteristika | konkrétní stroje | konkrétní stroje                     | konkrétní stroje                     |
| obrázek | výrobní č. /rok, typ      | uspořádání, charakteristika | zákazník         | provoz                               | zachována                            |
| --- | ------------------------- | --------------------------- | ---------------- | ------------------------------------ | ------------------------------------ |
| Jung Pzm (12044/1954), Kamp-Lintfort, Bergbaumuseum "Am Lehrstollen", Bergwerk West, Zeche Friedrich Heinrich, 30.10.2021, leihweise von Bergbaumuseum, Bochum; ex Denkmal, August-Thyssenstraße/Wilhelm-Rathenaustraße, RAG Berufskolleg West; Duisburg/Obermarxloh; ex Zeche Pluto, Wanne-Eickel, 7 | 12044/1954, Pzm           | B vzd, 500 mm               |                  | důl Pluto, Wanne-Eickel (Porúří),č.7 | hornické muzeum Kamp-Lintfort        |
| Důlní lokomotiva Jung na stlačený vzduch, typ Pz 20 na rozchod 500 mm z roku 1955. Sbírka Feldbahn-Museum 500, (2014) | 12370/1955, Pz 20         | B vzd, 500 mm, 20 PS        | Důl Pluto        | důl Pluto, Wanne-Eickel , č.11       | muzeum Feldbahn 500, Norimberk,      |
| Subterranean Mine Skansen "Guido" | Pz 40                     | B vzd                       | polské doly      | "Guido" č. 4                         | Zabrze - Skansen Górniczy Guido (PL) |
| Subterranean Mine Skansen "Guido" | Pz 40                     | B vzd                       | polské doly      | "Guido" č. 30                        | Zabrze - Skansen Górniczy Guido (PL) |
| Pneumatická lokomotiva Jung Pz 45, pomník býv. hlubinného dolu 1.Maj Krostoszowice, 2015 | Pz 45 (výroba do 80. let) | B vzd                       | polské doly      | KWK "1 Maj" č. 1                     | pomník Krostoszowice (PL)            |

## Lokomotivy Jung v Československu
Firma Jung nepatřila mezi významné dodavatele lokomotiv pro československé polní a tovární dráhy, ani pro veřejné železniční společnosti. Stroje se do Československa v malém počtu dostaly z Německa spíše příležitostně.
| obrázek | výrobní č. /rok      | uspořádání, charakteristika                            | konkrétní stroj                | konkrétní stroj | konkrétní stroj                                                                                  |
| obrázek | výrobní č. /rok      | uspořádání, charakteristika                            | zákazník                       | provoz | zachována                                                                                        |
| --- | -------------------- | ------------------------------------------------------ | ------------------------------ | --- | ------------------------------------------------------------------------------------------------ |
| Lokomotivy řady 64 DR jezdily po r. 1939 v obsazeném pohraničí. Několik jich po r. 1945 zůstalo u ČSD jako řada 365.4. Vyřazeny byly v 50. letech, některé byly odprodány vlečkařům | 4087/1928            | 1’C1‘ p2t, 1435 mm, 950 PS, 90 km/h, 58 t              | DRG (99 ks)                    | DR 64 167; ČSD 365.406 (1945-60) | vlečka Oščadnica (SK), sešrotována 1994                                                          |
| Diesellokomotive 199 011 der HSB (1991 umgespurt aus DR 100 639 ex DR Kö 4639) B dm im Bw Wernigerode Westerntor am 09.Juni 2012                                                    | 5669/1935, 5680/1935 | B dm typ NDR 130 /Kö II, 1435 mm, 55 PS, 30 km/h, 15 t | DRG                            | 1935 DRG/DRB Kö 4640, Kö 4653, 1943 přestavba na zkapalněný plyn (Kö-Kb), 1945 ČSD: T 200.211 Děčín, T 200.218 Šumperk                   | zač. 50. let zrušeny, sešrotovány                                                                |
| Jung 8293 at Museumsbahnhof Weißwasser | 8293/1938            | B m2t 'Hilax' 600 mm, 65 PS, 18 km/h, 8,8 t            | E.Brangsch, Leipzig-Engelsdorf | C.Halbach AG, lom Bernbruch, Lužice; 1976 PB Gera; 1998 WEM; (2021 Žamberk, oprava v Kolínská Lokomotivní s.r.o.)                        | Waldeisenbahn Muskau (WEM), Weißwasser, provozní                                                 |
| ТЭ 3162 Steam Locomotive Podmoskovnaya station 2023-06-10 | 1943-44              | 1'E p2, 1435 mm, 1620 PS, 80 km/h, 84 t                | DR (231 ks)                    | DR řada 52; po válce se u ČSD jako řada 555.0 objevily mj. stroje čísel 3161, 3164, 3201, 3265, 3266, 3269, 3296, 3311, vyrobené u Junga | stroj 52 3311 DR, po rekonstrukci v 60. letech jako 52 8068 DR, v muzeu SEM Chemnitz-Hilbersdorf |
| , | 12982/1958           | B pl, pneumat. (typ Pz 45), 550 mm                     | Strojimport /OKD               | OKD; 1983 RD Příbram; | muzeum Fortuna e.V., Solms-Oberbiel (D, 1993, reko na 600 mm), provozní                          |
| | 91 896               | 1'C m2t, 470 PS, 46,8/59,9 t, 65 km/h                  | (ČSD, Ostravsko)               | Některé z T9.3 jako řada 355.15 ČSD po r. 1945 krátce provozovány i v Československu                                                     | 91 896                                                                                           |

## Zachovalé lokomotivy
Podle seznamu na Steam Locomotive website stále existuje 283 parních lokomotiv Arnold Jung.
| Postavený                | Číslo díla                | Uspořádání kol                                  | Původ                                                                                            | Id                              | Aktuální poloha                           | Poznámky | Fotografie |
| ------------------------ | ------------------------- | ----------------------------------------------- | ------------------------------------------------------------------------------------------------ | ------------------------------- | ----------------------------------------- | --- | --- |
| 1892                     | 129                       | 0-4-0 T                                         | Reykjavík Přístavní železnice                                                                    |                                 | Muzeum Árbær                              | Pionér je v kůlně v muzeu – přestavěn v roce 1910 a dostal nové číslo: 1591 | |
| 1892                     | 130                       | 0-4-0 T                                         | Přístavní železnice v Reykjavíku                                                                 |                                 | Přístav Reykjavík                         | Minør je na velmi malém úseku trati v přístavu Reykjavík | |
| 1903                     | 707–716, 804–808          | 0-6-2 T                                         | Otavi Mining and Railway Company                                                                 | 1–15                            | Tsumeb, Namibie                           | South West African Jung, Plinthed | |
| 1906                     | 939                       | 0-4-0 WT                                        | Myčka štěrku v Maeseyck                                                                          | Justine                         | Toddington úzkorozchodná železnice        | V roce 1974 koupeno skupinou nadšenců od belgického prodejce. Krátce se vrátil do Belgie v roce 1995, aby pracoval na zachovalé železnici. V roce 2008 pracoval na všech „Santa Specials“ na Lynton and Barnstaple Railway.                                                        | |
| 1906                     | 964                       | 2-6-2 T                                         | Hejazská železnice                                                                               | 964                             | Mada'in Saleh, Saúdská Arábie             | V dílně železničního muzea u vchodu do Mada'in Saleh místo světového dědictví. | |
| 1908                     | 1261                      | 0-6-2 WT                                        | Mecklenburgisch-Vorpommersche Schmalspurbahn (MPSB) Nr. 5 / Deutsche Reichsbahn (DR) Nr. 99 3353 | Graf Schwerin-Löwitz            | Nádraží Pont-y-Pant                       | Brecon Mountain Railway vede z Pant poblíž Merthyr Tydfil. | |
| 1913                     | 2008                      |                                                 |                                                                                                  |                                 | Fiabilandia (Rimini)                      | Využíváno jako dětská atrakce, poblíž nádraží v parku. | |
| 1917                     | 2279                      | 0-4-4-0 T                                       | Cukrovar Ceper Baru, Java                                                                        | Tjepper č. 5                    | Statfold Barn Railway                     | | |
| 1925                     | 3698                      | 0-4-0 T                                         | Basalt lom poblíž vesnice Kausen.                                                                | RLJ 2 "A. Dahl"                 | Muzeum železnice Risten-Lakvik            | V roce 1971 se dostal do Švédska, kde v roce 1975 skončil v rukou železničního muzea Risten-Lakvik, kde v létě od roku 1979 jezdí turistické vlaky. V roce 2017 prošel rozsáhlou rekonstrukcí ve Statfold Engineering, která skončila v roce 2020 a je zpět v provozu od roku 2021 | |
| 1926                     | 3534                      | 0-8-2 T (D1'h2-t)                               | SHS RU 8                                                                                         | JDŽ 83-052                      | Šarganska osmica                          | | |
| 1931                     | 3872                      | 0-6-0 WT                                        | Používá se na cukrových plantážích v Kamerunech.                                                 | Ne 2, KATIE                     | Bredgarova a Wormshillská lehká železnice | | |
| 1937                     | 7509                      | 0-4-0 T                                         |                                                                                                  | Ginette Marie                   | Ve skladu Strumpshaw Hall Steam Museum    | Založeno na Llanberis Lake Railway od prosince 1971 do února 1980. | |
| 1939                     | 8692                      |                                                 |                                                                                                  | 41 303 41 1303-1 Hei Na Ganzlin | Röbel/Müritz                              | Rekolok, zůstaly pouze části lokomotivy | |
| 1940                     | 9318                      |                                                 |                                                                                                  | 41 360 042 360-8                | Dampflok-Tradition Oberhausen             | Vytápěný naftou | |
| 1941                     | 9322                      |                                                 |                                                                                                  | 41 364 042 364-0                | Augsburg Railway Park, Augsburg           | Olejová, nový typ kotel '61, Muzejní lokomotiva | |
| 1942                     | 9933                      | 0-4-0 T                                         |                                                                                                  |                                 | Merrimac (město, Wisconsin                | Opuštěný | |
| 1944                     | 10175                     | 2-8-2 T (1'D1')                                 | Rhein-Sieg Eisenbahn (RSE)                                                                       | 53                              | Bröl Valley Railway                       | | |
| 1952                     | 11474                     | 2-6-2 (1'C1')                                   |                                                                                                  | 23 019 023 019-3                | DDM                                       | Muzejní lokomotiva | |
| 1952                     | 11969                     | 2-6-2 (1'C1')                                   |                                                                                                  | 23 029 023 029-2                | Ostalbkreis                               | Aalen obchodní školní centrum, památník | |
| 1953; 1955–56            | 1955–56 šarže 12161–12187 | 0-6-0 Egyptské republikové železnice 4211 třídy |                                                                                                  |                                 |                                           | | Třída Egyptian Republic Railways 4211 byla třída 0-6-0 dieselových posunovačů zavedených na Egyptian Republic Railways (nyní Egyptian National Railways) v 50. letech 20. století. Arnold Jung Lokomotivfabrik v Jungenthalu, Rheinland-Pfalz, Německo postavil první várku 15 v roce 1953 a druhou várku 27 v letech 1955–56. |
| 1955                     | 12081                     | 2-8-2                                           | Železnice Hedjaz Jordan                                                                          | 51                              | Železnice Hedjaz Jordan                   | | |
| 1959                     | 13113                     | 2-6-2 (1'C1')                                   | DB AG                                                                                            | 23 105 023 105-0                | Jihoněmecké železniční muzeum (SEH)       | L ast parní stroj dodaný DB; poškozeno při velkém požáru dne 17. října 2005, zapůjčeno na 10 let firmě SEH na kosmetické restaurování | |
| Před rokem 1942, 1940–57 | 1030-1096                 | 2-8-2                                           | Finsko-Německo                                                                                   | 67                              |                                           | | VR Class Tr1. VR Class Tr1 je třída těžkých nákladních lokomotiv vyrobených ve Finsku a Německu. Před rokem 1942 měly VR třídy Tr1 původně název třídy R1. Přezdívalo se jim „Risto“ po finském prezidentovi Risto Ryti. Byly očíslovány 1030-1096.                                                                            |